# Linea Mito

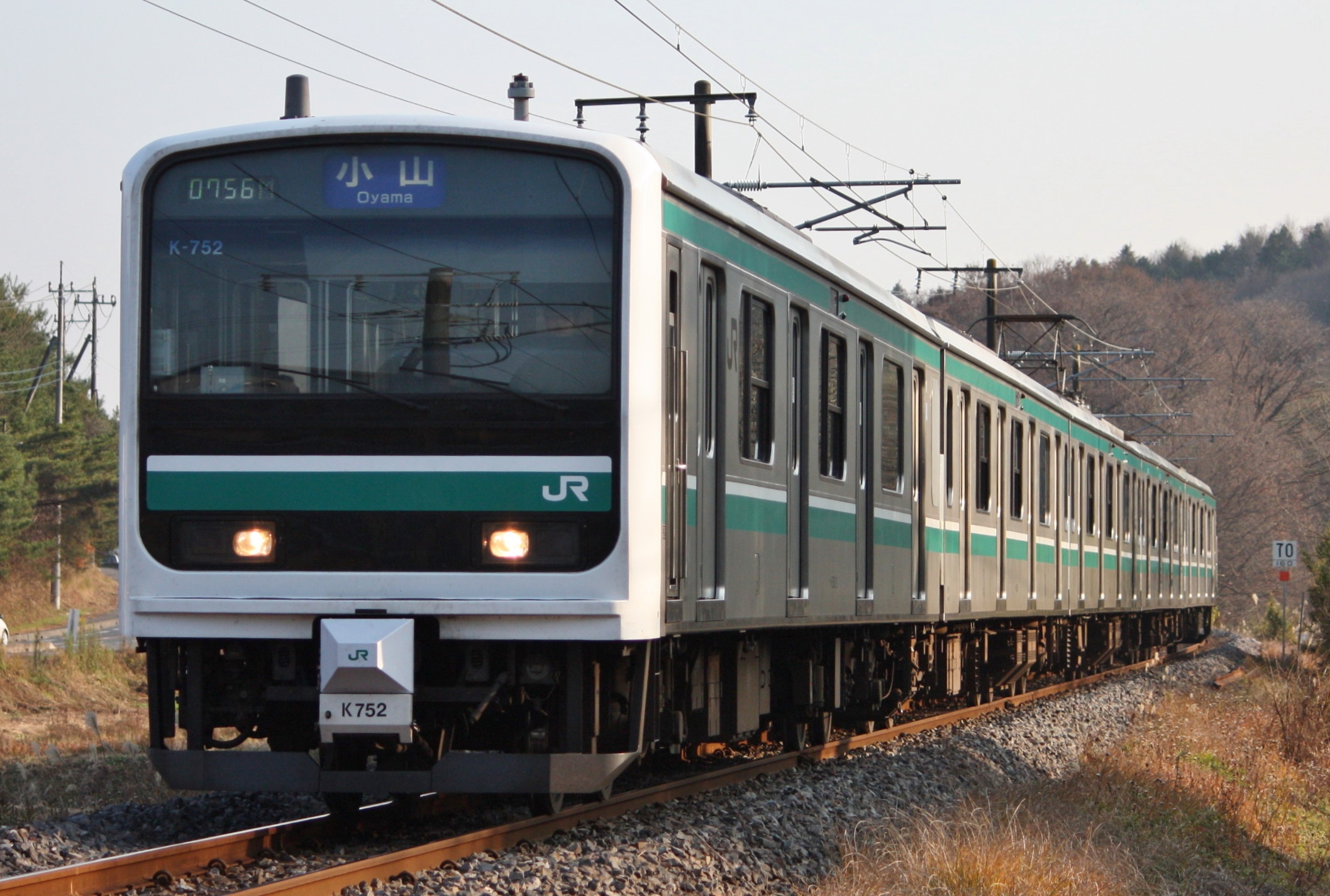
Treno della serie E501

La linea Mito (水戸線?, Mito-sen) è una linea ferroviaria giapponese a carattere regionale gestita dalla JR East a scartamento ridotto che collega le stazioni di Oyama a Oyama e di Tomobe a Kasama. La linea è prevalentemente nella prefettura di Ibaraki, più pochi chilometri in quella di Tochigi.

## Storia
La linea aprì il 16 gennaio 1889 come "Ferrovia di Mito", una linea privata operata fra Oyama e la stazione di Mito. Il 1º marzo 1892 la ferrovia venne annessa alle Ferrovie del Giappone.
Il 1º luglio 1895 venne aperta la stazione di Tomobe per offrire un collegamento con la linea Jōban per la ferrovia. Il 12 ottobre 1909 le Ferrovie nazionali giapponesi chiamarono la linea "Linea Mito" per la sezione fra Oyama e Tomobe, e quella fra quest'ultima e Mito divenne parte della linea Jōban.
L'elettrificazione della ferrovia fu completata il 1º febbraio 1967.

## Servizi
La linea è percorsa da treni locali a frequenza oraria durante la maggior parte della giornata. Alcuni di essi proseguono attraverso la linea principale Tōhoku fino alla stazione di Utsunomiya.
- Tutti i treni fermano in tutte le stazioni
- I treni possono incrociarsi alle stazioni indicate da "◇" e "∨" e non possono incrociarsi in presenza del simbolo "｜".

| Stazione     | Giapponese | Distanza | Distanza | Collegamenti                                                             |    | Posizione  | Posizione |
| Stazione     | Giapponese | Interst. | Totale   | Collegamenti                                                             |    | Posizione  | Posizione |
| ------------ | ---------- | -------- | -------- | ------------------------------------------------------------------------ | -- | ---------- | --------- |
| Oyama        | 小山       | -        | 0.0      | Tōhoku Shinkansen Linea principale Tōhoku (Linea Utsunomiya) Linea Ryōmō | ∨  | Oyama      | Tochigi   |
| Otabayashi   | 小田林     | 4.9      | 4.9      |                                                                          | ｜ | Yūki       | Ibaraki   |
| Yūki         | 結城       | 1.7      | 6.6      |                                                                          | ◇  | Yūki       | Ibaraki   |
| Higashi-Yūki | 東結城     | 1.7      | 8.3      |                                                                          | ｜ | Yūki       | Ibaraki   |
| Kawashima    | 川島       | 2.1      | 10.4     |                                                                          | ◇  | Chikusei   | Ibaraki   |
| Tamado       | 玉戸       | 2.1      | 12.5     |                                                                          | ｜ | Chikusei   | Ibaraki   |
| Shimodate    | 下館       | 3.7      | 16.2     | Linea Mooka Linea Jōsō                                                   | ◇  | Chikusei   | Ibaraki   |
| Niihari      | 新治       | 6.1      | 22.3     |                                                                          | ◇  | Chikusei   | Ibaraki   |
| Yamato       | 大和       | 3.6      | 25.9     |                                                                          | ｜ | Sakuragawa | Ibaraki   |
| Iwase        | 岩瀬       | 3.7      | 29.6     |                                                                          | ◇  | Sakuragawa | Ibaraki   |
| Haguro       | 羽黒       | 3.2      | 32.8     |                                                                          | ◇  | Sakuragawa | Ibaraki   |
| Fukuhara     | 福原       | 4.2      | 37.0     |                                                                          | ◇  | Kasama     | Ibaraki   |
| Inada        | 稲田       | 3.1      | 40.1     |                                                                          | ◇  | Kasama     | Ibaraki   |
| Kasama       | 笠間       | 3.2      | 43.3     |                                                                          | ◇  | Kasama     | Ibaraki   |
| Shishido     | 宍戸       | 5.2      | 48.5     |                                                                          | ｜ | Kasama     | Ibaraki   |
| Tomobe       | 友部       | 1.7      | 50.2     | Linea Jōban (alcuni servizi rapidi per Mito)                             | ◇  | Kasama     | Ibaraki   |